# Jean-Gabriel Pageau
Jean-Gabriel Pageau (* 11. listopadu 1992) je profesionální kanadský hokejový útočník momentálně hrající na pozici centra v týmu New York Islanders v severoamerické lize NHL. Byl draftován v roce 2011 ve 4. kole jako 96. celkově klubem Ottawa Senators.

## Klubové statistiky
| Sezona      | Klub                  | Soutěž      | Základní část | Základní část | Základní část | Základní část | Základní část | Play off | Play off | Play off | Play off | Play off |
| Sezona      | Klub                  | Soutěž      | Z             | G             | A             | B             | TM            | Z        | G        | A        | B        | TM       |
| ----------- | --------------------- | ----------- | ------------- | ------------- | ------------- | ------------- | ------------- | -------- | -------- | -------- | -------- | -------- |
| 2009–10     | Gatineau Olympiques   | QMJHL       | 62            | 16            | 15            | 31            | 20            | 4        | 1        | 0        | 1        | 0        |
| 2010–11     | Gatineau Olympiques   | QMJHL       | 67            | 32            | 47            | 79            | 22            | 24       | 13       | 16       | 29       | 20       |
| 2011–12     | Gatineau Olympiques   | QMJHL       | 23            | 23            | 16            | 39            | 12            | —        | —        | —        | —        | —        |
| 2011–12     | Chicoutimi Saguenéens | QMJHL       | 23            | 9             | 17            | 26            | 13            | 16       | 4        | 10       | 14       | 6        |
| 2012–13     | Binghamton Senators   | AHL         | 69            | 7             | 22            | 29            | 33            | —        | —        | —        | —        | —        |
| 2012–13     | Ottawa Senators       | NHL         | 9             | 2             | 2             | 4             | 0             | 10       | 4        | 2        | 6        | 8        |
| 2013–14     | Binghamton Senators   | AHL         | 46            | 20            | 24            | 44            | 23            | 4        | 1        | 0        | 1        | 2        |
| 2013–14     | Ottawa Senators       | NHL         | 28            | 2             | 0             | 2             | 12            | —        | —        | —        | —        | —        |
| 2014–15     | Binghamton Senators   | AHL         | 27            | 11            | 10            | 21            | 27            | —        | —        | —        | —        | —        |
| 2014–15     | Ottawa Senators       | NHL         | 50            | 10            | 9             | 19            | 9             | 6        | 0        | 0        | 0        | 0        |
| 2015–16     | Ottawa Senators       | NHL         | 82            | 19            | 24            | 43            | 26            | —        | —        | —        | —        | —        |
| 2016–17     | Ottawa Senators       | NHL         | 82            | 12            | 21            | 33            | 24            | 19       | 8        | 2        | 10       | 16       |
| 2017–18     | Ottawa Senators       | NHL         | 78            | 14            | 15            | 29            | 34            | —        | —        | —        | —        | —        |
| 2018–19     | Ottawa Senators       | NHL         | 39            | 4             | 8             | 12            | 14            | —        | —        | —        | —        | —        |
| 2019–20     | Ottawa Senators       | NHL         | 60            | 24            | 16            | 40            | 32            | —        | —        | —        | —        | —        |
| 2019–20     | New York Islanders    | NHL         | 7             | 2             | 0             | 2             | 17            | 21       | 8        | 3        | 11       | 21       |
| 2020–21     | New York Islanders    | NHL         | 54            | 14            | 14            | 28            | 10            | 19       | 3        | 10       | 13       | 6        |
| 2021–22     | New York Islanders    | NHL         | 77            | 18            | 21            | 39            | 30            | —        | —        | —        | —        | —        |
| 2022–23     | New York Islanders    | NHL         | 70            | 13            | 27            | 40            | 14            | 6        | 0        | 1        | 1        | 0        |
| 2023–24     | New York Islanders    | NHL         | 82            | 11            | 22            | 33            | 13            | 4        | 1        | 1        | 2        | 0        |
| NHL celkově | NHL celkově           | NHL celkově | 718           | 145           | 179           | 324           | 237           | 86       | 24       | 19       | 43       | 51       |

### Reprezentační statistiky
| 2018            | Kanada          | MS              | 10 | 1 | 4 | 5 | 12 | 4. místo |
| Senioři celkově | Senioři celkově | Senioři celkově | 10 | 1 | 4 | 5 | 12 |          |